# XIV legislatura del Regno d'Italia
La XIV legislatura del Regno d'Italia ebbe inizio il 26 maggio 1880 e si concluse il 25 settembre 1882.

## Governi
Governi formati dai Presidenti del Consiglio dei ministri su incarico reale.
1. Governo Cairòli III (25 novembre 1879 - 29 maggio 1881), presidente Benedetto Cairoli (Sinistra storica)
  - Composizione del governo: Sinistra storica
2. Governo Depretis IV (29 maggio 1881 - 25 maggio 1883), presidente Agostino Depretis (Sinistra storica)
  - Composizione del governo: Sinistra storica

## Parlamento

### Camera dei Deputati
- Presidente
  - Domenico Farini, dal 26 maggio 1880 al 25 settembre 1882

Nella legislatura la Camera tenne 395 sedute.

### Senato del Regno
- Presidente
  - Sebastiano Tecchio, dal 26 maggio 1880 al 2 ottobre 1882

Nella legislatura il Senato tenne 149 sedute.